# Ellis Larkins
Ellis Lane Larkins (* 15. Mai 1923 in Baltimore, Maryland; † 30. September 2002, ebenda) war ein US-amerikanischer Jazz-Pianist des Swing.

## Leben und Wirken
Bekanntheit errang der Pianist Ellis Larkins vor allem durch seine Mitwirkung an den beiden Alben von Ella Fitzgerald Ella Sings Gershwin (1950) und Swings In A Mellow Mood (1954) – inzwischen erschienen unter dem Titel "Pure Ella" – sowie seinen Platteneinspielungen mit dem Trompeter Ruby Braff (Two Part Invention In Jazz/Two By Two, 1955).
Ellis Larkins studierte als erster Afroamerikaner am Peabody Conservatory Of Music in Baltimore, danach ging er nach New York, studierte an der Juilliard School of Music und arbeitete als professioneller Musiker, spielte u. a. Anfang der 1940er Jahre mit Billy Moore, Maxine Sullivan, 1944 bei Lucky Millinder mit Edmond Hall 1945/46 und mit eigenem Trio (u. a. mit Eugene Fields) im New Yorker Club The Blue Angel, außerdem mit Dicky Wells (Linger Awhile; 1943), Coleman Hawkins (Stumpy, 1944), Mildred Bailey, Ruby Braff, Eartha Kitt, Joe Williams und Harry Belafonte. 1959 war er mit Larry Adler auf Tournee.

## Diskografische Hinweise
Alben als Leader
- Do Nothing Till You Hear From Me (1955)
- Manhattan At Midnight (1956)
- A Smooth One (Black & Blue, 1977)
- At Maybeck Recital Hall (Concord, 1992)

Mit Ruby Braff
- Duets, Volume 1 (Vanguard 1956, erschienen 1999; enthält Stücke der Vanguard-Alben Two Part Inventions, Vol. 1 & 2/ Two By Two: Music Of Rogers & Hart)
- Grand Reunion (Chiaroscuro, 1972)
- Calling Berlin: Volume 1 & 2 (Arbors, 1994) mit Bucky Pizzarelli

Als Sideman
- Dicky Wells: 1927-1943 (Classics)
- Coleman Hawkins: 1943-1944 (Classics)
- Coleman Hawkins: 1944 (Classics)
- Ella Fitzgerald: Pure Ella (GRP, 1950–54)